# Zábrdí
Zábrdí je obec v okrese Prachatice v Jihočeském kraji. Leží zhruba 4,5 kilometru severozápadně od Prachatic. Žije v ní 66 obyvatel. Místo si pro své filmové lokace vybral štáb minisérie Král Šumavy: Fantom temného kraje, který je natočen na motivy života místního rodáka Josefa Hasila.

## Historie
První písemná zmínka o Zábrdí pochází z roku 1359, kdy vesnice patřila k panství hradu Hus.

## Přírodní poměry
Východně od vesnice protéká řeka Blanice, jejíž koryto a břehy jsou chráněné jako přírodní památka Blanice.

## Obyvatelstvo
| Rok            | 1869 | 1880 | 1890 | 1900 | 1910 | 1921 | 1930 | 1950 | 1961 | 1970 | 1980 | 1991 | 2001 | 2011 | 2021 |
| -------------- | ---- | ---- | ---- | ---- | ---- | ---- | ---- | ---- | ---- | ---- | ---- | ---- | ---- | ---- | ---- |
| Počet obyvatel | 280  | 295  | 232  | 234  | 244  | 248  | 211  | 145  | 144  | 120  | 88   | 51   | 55   | 57   | 59   |
| Počet domů     | 36   | 41   | 41   | 42   | 41   | 42   | 43   | 44   | 34   | 30   | 30   | 24   | 42   | 43   | 44   |

## Obecní správa
Mezi lety 1869–1950 Zábrdí bylo obcí v okrese Prachatice. V letech 1961–1990 patřilo jako část obce k Lažištím a od 24. listopadu 1990 je opět samostatnou obcí.

## Pamětihodnosti
- Kaple na návsi (kulturní památka)
- Muzeum papírových betlémů
- Akát v Zábrdí, památný strom, na rozcestí na západním okraji vesnice, vedle křížku s letopočtem 1871
- Přírodní památka V polích
- Přírodní památka Zábrdská skála
- Zábrdský mlýn na řece Blanici
- Kaplička v blízkosti mlýna

## Osobnosti
- Josef Hasil (1924–2019), československý převaděč a agent americké zpravodajské služby označovaný jako Král Šumavy

## Galerie

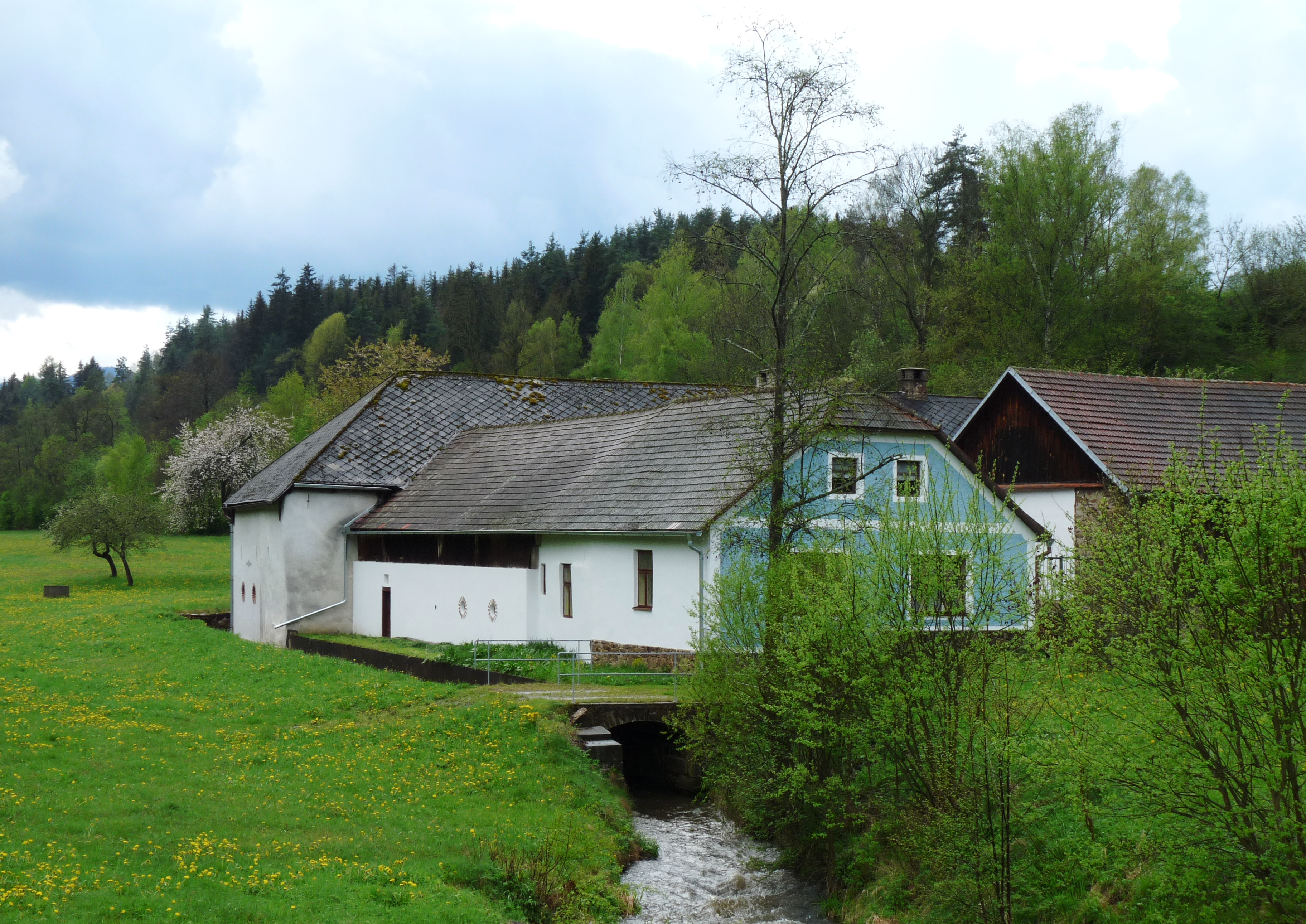
Zábrdský mlýn
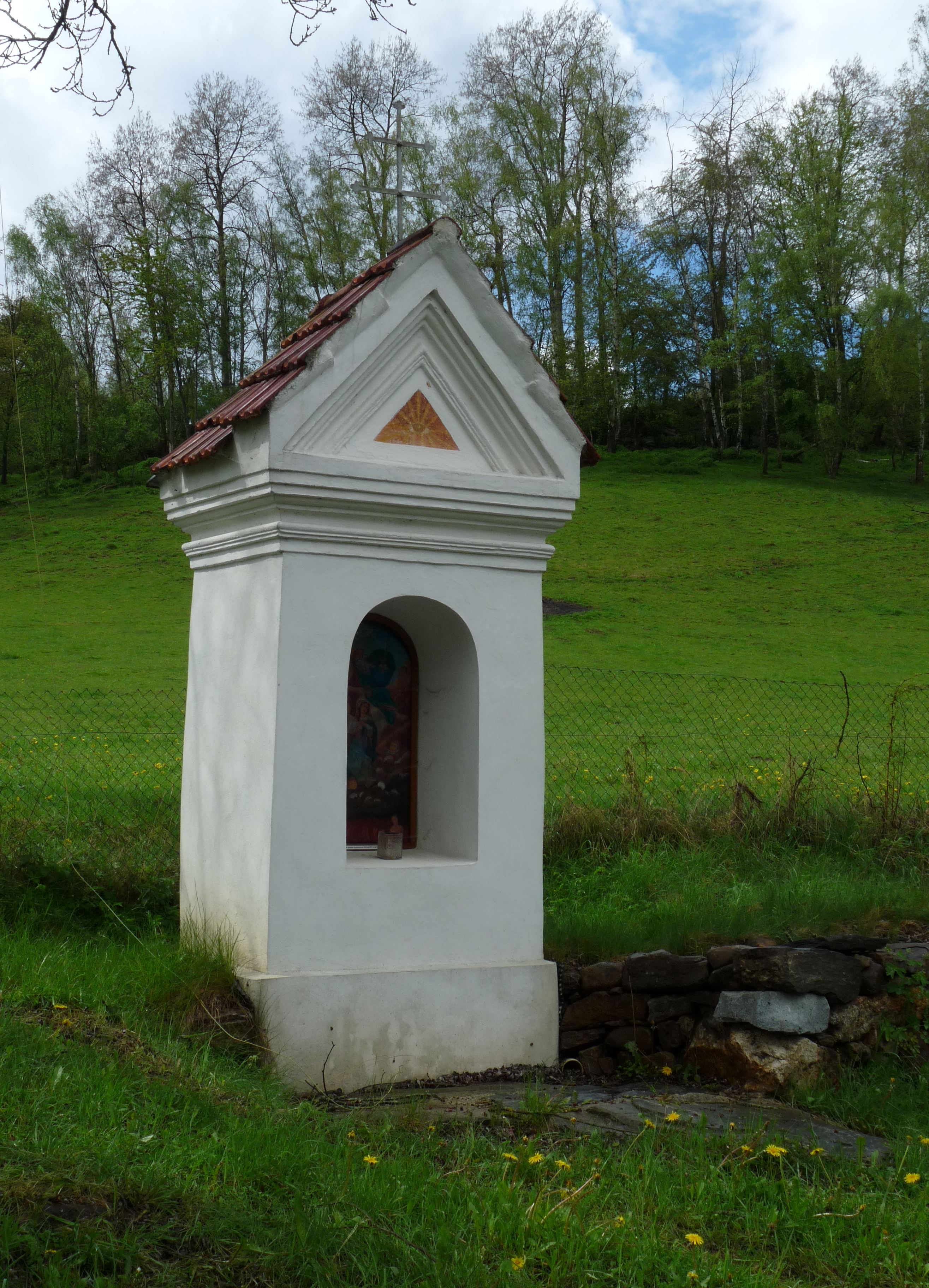
Kaplička u mlýna
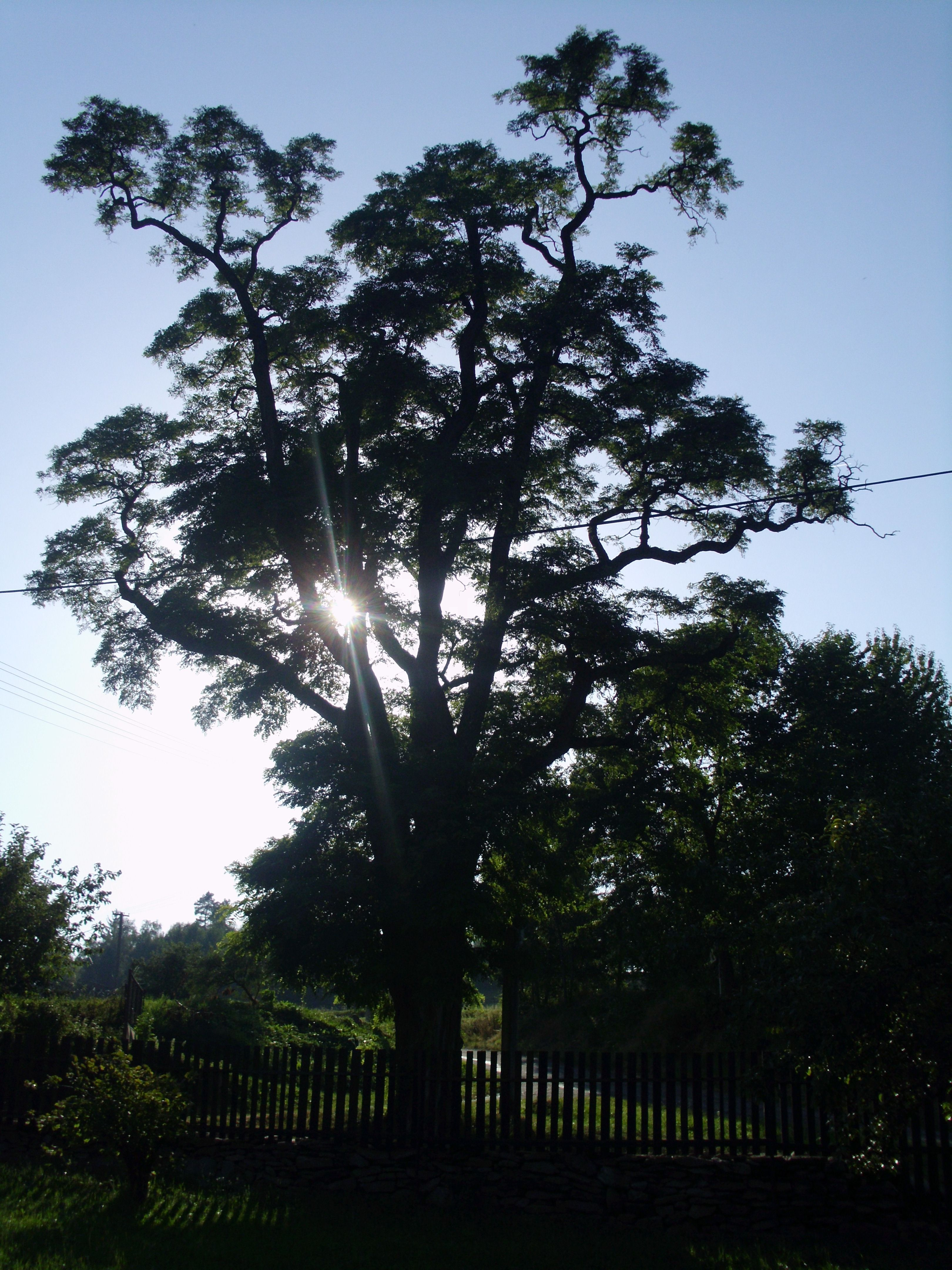
Památný akát